# Kjersti Plätzerová
Kjersti Tysse Plätzerová (* 18. ledna 1972 Os, Hordaland) je norská atletka, chodkyně, která získala stříbrnou medaili na letních olympijských hrách 2000 v Sydney na 20 km. Na stejném závodě obsadila 12. místo na olympijských hrách v Athénách v roce 2004 a 4. místo na Mistrovství světa v roce 2007 v Osace. Na letních olympijských hrách v Pekingu v roce 2008 získala opět na 20 km stříbrnou medailí.
Je starší sestrou Erika Tysse a je vdaná za bývalého německého běžeckého lyžaře Stephana Plätzera, který je zároveň jejím trenérem. Mají dvě děti, Kiara Lea a Sebastian.